# Jogurtovač

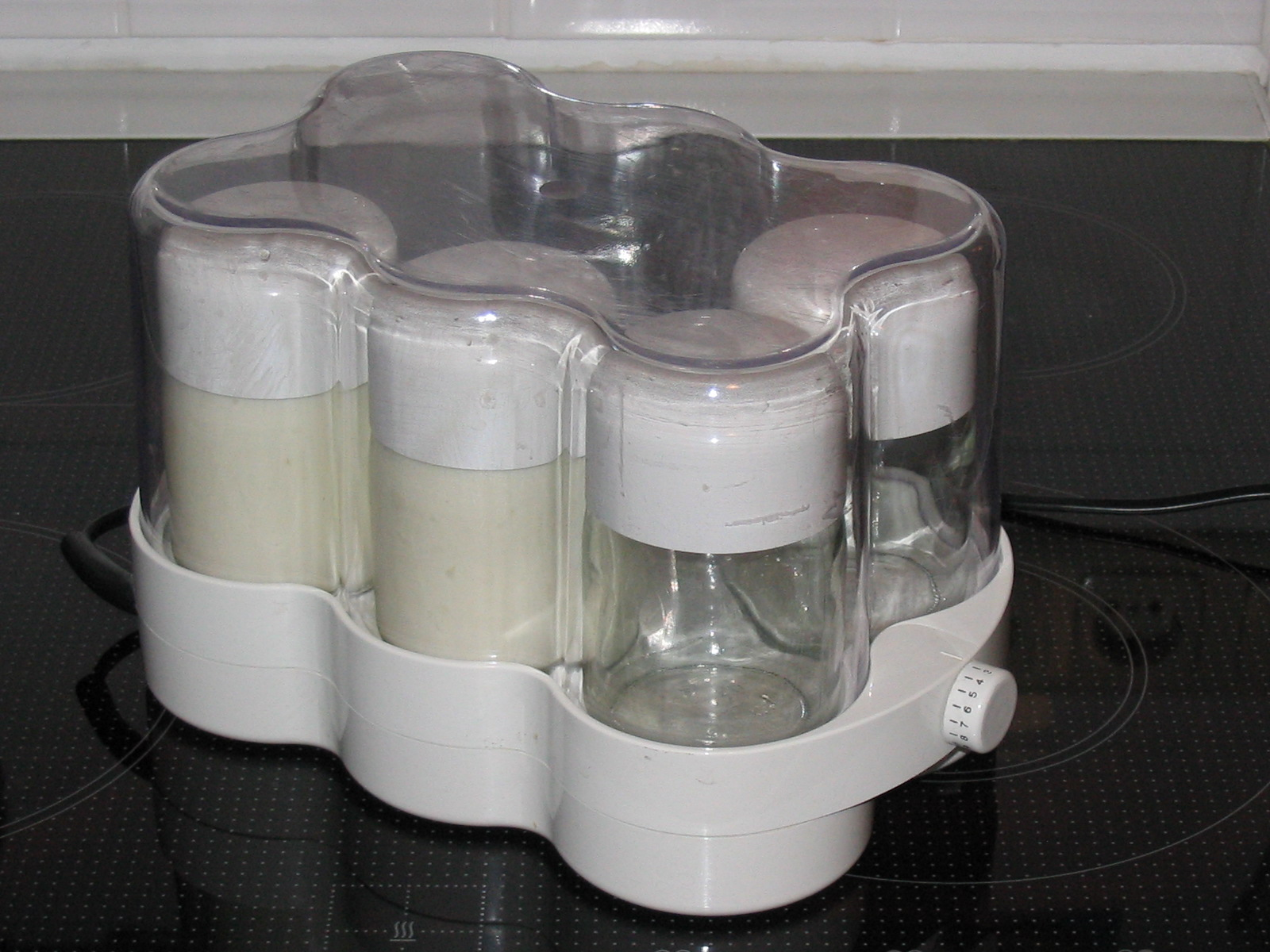
Jogurtovač

Jogurtovač je kuchyňský přístroj pomáhající přetváření mléka na jogurt. Přístroj vytváří stálé prostředí (hlavně teplotně), které je pro výrobu potřeba. Přístroj jako takový vlastně nic nevytváří.

## Výroba jogurtu
Uživatel musí sám před vložením budoucího produktu (domácího jogurtu) ohřát mléko na poměrně vysokou teplotu (okolo 80 °C). Poté ho ochladí na teplotu kolem 40 °C a přidá do něj přibližně dvě lžíce jogurtu, čímž mléko „nakazí” bakteriemi, které pak ve stálém prostředí v jogurtovači zbytek mléka přemění na jogurt. Přeměna trvá minimálně okolo šesti hodin, ale dobu zrání jogurtu si pak spotřebitel udělá, jak mu vyhovuje.

## Výhody
Výhodou domácího jogurtu je zejména:
- čerstvost
- absence zbytečných konzervantů, barviv, dochucovadel, atd.
- cena – 200 ml domácího jogurtu vyjde zhruba na 5 Kč

Kvalita domácího jogurtu závisí především na mléku, ze kterého je jogurt vyroben. Dále také na původním jogurtu, ze kterého bakterie pochází.

## Historie
Přístroj je poměrně moderní záležitostí. V současnosti jsou jogurtovače vyráběny desítkami výrobců.